# Pomeni imen asteroidov: 90001–91000
Pregled pomenov imen asteroidov (malih planetov) od številke 90001 do 91000, ki jim je Središče za male planete dodelilo številko in so pozneje dobili tudi uradno ime  v skladu z dogovorjenim načinom imenovanja. Pregled je preverjen z Schmadelovim “Slovarjem imen malih planetov” (“Dictionary of Minor Planet Names”). 
Pregled pojasnjuje izvor oziroma pomen imen asteroidov, ki ga je priznala Mednarodna astronomska zveza (IAU). Nekateri asteroidi imajo imajo dodatno pojasnilo o izvoru imena, ki pa vedno ni popolnoma zanesljivo (oznaka “†” ali “‡“). 
| Ime                  | Začasna oznaka | Izvor imena |
| 90001–90100          | 90001–90100    | 90001–90100 |
| -------------------- | -------------- | --- |
| 90138 Diehl          | 2002 YD        | Jacqueline (Jackie) Diehl, ameriški prvi predsednik White Sands Star Party, član Astronomskega kluba Alamogordo (Alamogordo Astronomy Club), upravitelj Vesoljskega tabora v Muzeju vesoljske zgodovine v Novi Mehiki (New Mexico Museum of Space History) in coordinator za vzgojo na Nacionalnem Sončevem observatoriju (National Solar Observatory) † |
| 90140 Gómezdonet     | 2002 YK2       | Josep Julia Gómez Donet, španski prijatelj odkritelja in začetnik astrometrije z uporabo CDD tehnologije pri asteroidih in kometih † Arhivirano 2008-03-13 na Wayback Machine. ‡ |
| 90101–90200          |                | |
| 90201–90300          |                | |
| 90279 Devětsil       | 2003 DL10      | Devětsil, češka avantgardna skupina umetnikov, ki je delovala med letoma 1920 in 1930 † |
| 90288 Dalleave       | 2003 ET17      | Sergio Dalle Ave, italijanski tehnik in nočni pomočnik na Astrofizikalnem observatoriju Asiago (Osservatorio Astrofisico di Asiago) † |
| 90301–90400          |                | |
| 90328 Haryou         | 2003 FQ85      | kratica HARYOU, ki pomeni Harlem Youth Opportunities Unlimited † |
| 90377 Sedna          | 2003 VB12      | Sedna, v inuitski mitologiji boginja morja † |
| 90401–90500          |                | |
| 90414 Karpov         | 2003 YP110     | Anatolij Karpov (rusko Анатолий Евгеньевич Карпов) (rojen 1961), ruski šahovski velemojster in 16 let svetovni prvak † |
| 90450 Cyriltyson     | 2004 BR117     | Cyril deGrasse Tyson, ameriški predstojnik organizacije HARYOU (glej tudi 90328 Haryou,) † |
| 90463 Johnrichard    | 2004 CS39      | John B. in Richard R. Dixon, ameriška ljubiteljska astronoma, imenovanje v njun spomin zaradi pomoči, ki sta jo nudila pri transportu kupole observatorija od Michigana do Nove Mehike in pozneje pri izgradnji Observatorija Jornada (Jornada Observatory) †                                                                                            |
| 90481 Wollstonecraft | 2004 DA        | Mary Wollstonecraft, britanski pisatelj, filozof in zgodnji feminist † |
| 90482 Orcus          | 2004 DW        | Ork, rimski bog podzemlja, ki je kaznoval krive prisege † |
| 90501–90600          |                | |
| 90502 Buratti        | 2004 EM7       | Bonnie J. Buratti, ameriški višji raziskovalni znanstvenik v Laboratoriju za reaktivni pogon (Jet Propulsion Laboratory ali JPL) † |
| 90525 Karijanberg    | 2004 FB2       | Karen, žena odkritelja in njena starša Richard in Janet Halberg † |
| 90528 Raywhite       | 2004 FE19      | Raymond E. White, Jr., ameriški astronom, arhaeoastronom in učitelj† |
| 90533 Laurentblind   | 2004 FB29      | Laurent Blind, francoski računalniški programer, jadralni padalec, jahalec in odkriteljičin fant † |
| 90564 Markjarnyk     | 2004 GJ2       | Mark Andrew Jarnyk, avstralski inženir programske opreme na Raziskovalni šoli za astronomijo in astrofiziko (Research School of Astronomy and Astrophysics), ki pripada Avstralski nacionalni univerzi (Australian National University) † |
| 90601–90700          |                | |
| 90701–90800          |                | |
| 90703 Indulgentia    | 1988 RO3       | latinski]] izraz Indulgentia, ki pomeni "popuščanje, dobroto, prijaznost, ljubezen, nežnost " in tudi "zadovoljitev tujih želja in nagnjenj" † |
| 90709 Wettin         | 1990 TX3       | Wettin, grad blizu mesta Halle, Nemčija, starodavni sedež dinastije Wettiner † |
| 90712 Wittelsbach    | 1990 TE13      | Wittelsbach, ruševine gradu blizu Aichach v Nemčiji, starodavni sedež dinastije Wittelsbacher † |
| 90713 Chajnantor     | 1990 VE3       | Chajnantor (5000 m), planota v puščavi Atakama, severni Čile, kjer bo zgrajena naprava ALMA (Atacama Large Millimeter Array ali ALMA) † |
| 90801–90900          |                | |
| 90817 Doylehall      | 1995 RO        | Doyle Hall, ameriški astronom in član osebja na Optičnem in superračunalniškem observatoriju zračnih sil Mau (Air Force Maui Optical and Supercomputing ali AMOS) † |
| 90818 Daverichards   | 1995 RR        | Dave Richards, vodja na Optičnem in superračunalniškem observatoriju zračnih sil Mau (Air Force Maui Optical and Supercomputing ali AMOS) v zadnjih letih 20. stoletja † |
| 90820 McCann         | 1995 SS1       | Jeff McCann, ameriški vodja na Optičnem in superračunalniškem observatoriju zračnih sil Mau (Air Force Maui Optical and Supercomputing ali AMOS)† |
| 90901–91000          |                | |

| Predhodnik: 89001–90000 | Pomeni imen asteroidov Seznam asteroidov (90001-90250) Seznam asteroidov (90251-90500) Seznam asteroidov (90501-90750) Seznam asteroidov (90751-91000) | Naslednik: 91001–92000 |